# H-3 Leszko
H-3 „Leszko” – polski uniwersalny holownik projektu B860, zaprojektowany w Polsce i zbudowany w stoczni Remontowa Shipbuilding w Gdańsku, jako piąta jednostka z serii sześciu zamówionych przez Inspektorat Uzbrojenia MON. Jednostka służy w 3 Flotylli Okrętów.

## Budowa i służba
2 czerwca 2020 odbył się uroczysty chrzest okrętu. Matką chrzestną holownika „Leszko” została mgr inż. Hanna Szkodo, dyrektor Zespołu Szkół Morskich im. Bohaterskich Obrońców Westerplatte w Gdańsku. Następnego dnia, 3 czerwca 2020, jednostka została zwodowana. Holownik rozpoczął próby morskie 27 stycznia 2021 roku. 24 lutego 2021 jednostka została przekazana Marynarce Wojennej, zaś 10 marca 2021 uroczyście podniesiono banderę na okręcie.

## Dane taktyczno - techniczne
Holownik 29,2 m długości i szerokość wynoszącą 10,4 m. Wyporność holownik wynosi 490 ton, natomiast uciąg jest szacowany na ponad 35 ton. Jednostkę napędzają dwa silniki wysokoprężne, każdy o mocy 1200 kW, pracujące na dwa pędniki azymutalne. Załoga holownika liczy 10 ludzi. Holownik nie będzie prowadził działań wyłącznie holowniczych w strukturach sił Marynarki Wojennej. Inne zadania to: podejmowania z wody materiałów niebezpiecznych i torped, transport osób i zaopatrzenia oraz neutralizacja zanieczyszczeń. Dodatkowo: przy wsparciu akcji ratowniczych, wsparciu logistycznym na morzu i w portach oraz wykonywaniu działań związanych z ewakuacją techniczną. Ostatnim z wykonywanych przez holowników zadań jest zabezpieczenie bojowe.